# Lófoi
Lófoi (Lofoi, Zapyrdani, Zampyrdani) är en ort i Grekland.   Den ligger i prefekturen Nomós Florínis och regionen Västra Makedonien, i den norra delen av landet, 400 km nordväst om huvudstaden Aten. Lófoi ligger 714 meter över havet och antalet invånare är 355.
Terrängen runt Lófoi är platt åt nordväst, men åt sydost är den kuperad. Terrängen runt Lófoi sluttar västerut.Runt Lófoi är det ganska glesbefolkat, med 34 invånare per kvadratkilometer. Närmaste större samhälle är Florina, 15,0 km väster om Lófoi. Trakten runt Lófoi består i huvudsak av gräsmarker.